# سفاق الفروة
سفاق الفروة هي وتر عضلي عريض (طبقة متينة من النسيج الضام) تغطي الجزء الأعلى من الجمجمة في البشر وفي بعض الحيوانات الأخرى. وفي البشر تكون مرتكزه في فترة اتحادها بين العضلة القذالية الجبهية مع الناشزة القذالية الخارجية و إلى الخطوط القفوية للعظم القذالي، وتشكل في المقدمة استطالة ضيقة بين اتحادها مع العضلة الجبهية أو الجزء الأمامي لعضلة القذالية الجبهية.
وعلى أحد الجانبين تنشأ منها العضلة الأذنية الأمامية، والعضلة الأذنية العلوية، في هذه الحالة تخسر خصائصها السفاقية، وتستمر على مدى اللفافتان الصدغيتان إلى القوس الوجني كطبقة نسيج ضام رخو صفائحية.
وهي قريبة الصلة بلحاف الرأس، وهي طبقة رقيقة ليفية-دهنية تشكل اللفافة السطحية لفروة الرأس، وهي مرتكزة على السمحاق بواسطة نسيج خلوي مرتخي، حيث يسمح للسفاق بحمل لحاف الرأس، ليتحرك بمسافة كبيرة.

## صور إضافية

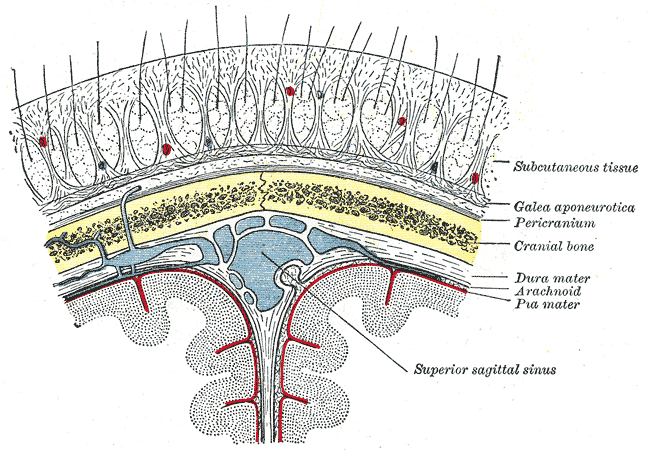
رسم تخطيطي لفروة الشعر.